# Ancien Code civil (Belgique)
Pour les autres articles nationaux ou selon les autres juridictions, voir code civil.
Lire en ligne

http://www.droitbelge.be/codes.asp#civ

Code civil de 2019
L'ancien code civil belge ou Code civil de 1804 était une compilation de lois et règles régissant les matières du droit civil en Belgique entre 1804 et 2020.
Ce code civil est une copie locale du code civil français de 1804, appelé Code Napoléon. Cet ancêtre avait été imposé en Belgique en raison de l'annexion de son territoire à la France. Cette histoire explique sa très grande ressemblance avec le code civil français actuel, y compris dans la numérotation.
Sa philosophie repose sur les principes de propriété privée, de liberté contractuelle et de force obligatoire du contrat.

## Histoire

### Naissance du Code Napoléon

#### Rédaction du Code Napoléon
Avec le traité de Campo-Formio (1797), les territoires belges sont annexés à la France.
Le Consulat, mis en place à la suite du coup d'État du 18 Brumaire VIII par Napoléon Bonaparte, voit la codification des règles civiles comme une priorité. Jean-Jacques Régis de Cambacérès, qui a déjà rédigé trois projets sous la Convention et sous le Directoire qui ont tous été rejetés, devient consul.
Le 13 août 1800, le Premier consul Napoléon Bonaparte désigne une commission de quatre éminents juristes qui pratiquaient déjà sous l'Ancien régime: Tronchet, Bigot de Préameneu, Portalis et Maleville, sous la direction de Cambacérès, pour rédiger un projet de Code civil des Français. Portalis et Maleville représentent la tradition juridique du sud de la France, utilisant principalement le droit romain; Bigot de Prémeneu et Tronchet représentent la tradition du nord, celle du droit coutumier. Les quatre sont tous réputés comme conservateurs et proches des monarchistes.
Le travail de rédaction est rapide. La plupart des dispositions sont reprises des projets de Cambacérès, de l'ancienne coutume de Paris ou du traité des lois civiles de Domat. D'autres sont rédigées par les membres de la commission, notamment l'article 544 qui définit la propriété privée.

#### Adoption du code Napoléon
Le projet doit tout d'abord passer devant le Conseil d'État qui rectifie, amende certains articles. Cambacérès et, cela en surprend plusieurs, Napoléon s'impliquent énormément dans ce processus. Les interventions du Premier consul, qui n'est pas juriste, sont bien informées et pertinentes, ce qui fait dire que Merlin de Douai tenait sa plume. Les modifications du projet initial sont néanmoins assez faibles.
Le projet passe ensuite devant le Tribunat, contrôlé par l'opposition et composé essentiellement d'anciens révolutionnaires qui réservent un mauvais accueil au projet. Cette animosité est surtout due au discours préliminaire prononcé par Portalis au nom des quatre membres de la commission. Ce discours développe le livre préliminaire du code, qui contient les premiers articles qui fixent la philosophie du code et de tout le droit civil. D'après Portalis, le code est un fruit de l'histoire et n'est que le développement de la volonté du peuple passé et présent, il doit intégrer les changements de la Révolution mais s'inscrire dans la continuité. Le droit civil doit conserver des institutions du droit romain, "raisonnable et éternel", en supprimant les "caprices des empereurs" mais aussi maintenir la "sagesse de nos pères" tout en évacuant "notre première barbarie".
Portalis ajoute que le code n'est pas complet ni fini et que, par conséquent, les juges devront combler les lacunes et que pour cela, ils s'inspireront de la coutume, du droit romain, de la jurisprudence et trancheront en équité, c'est-à-dire appliquer le droit naturel. Le juges récupéreront aussi leur pouvoir d'interprétation et donc de leur importances et leur influence sur la loi. Ils ne devront plus suivre aveuglément la loi, quand bien même elle serait issue de la volonté générale. Le code contient néanmoins plusieurs règles sur la façon d'interpréter.
Les tribuns s'insurgent contre ce retour en arrière sur plusieurs principes nés de la Révolution. Napoléon leur accorde des concessions et les articles concernant l'interprétation de la loi sont retirés. Tout au plus, l'article 4 du code précise que le juge ne peut refuser de juger sous le prétexte du silence, de l'obscurité ou de l'insuffisance de la loi.
Napoléon va, pendant plusieurs années, faire pression sur le corps législatif et diviser le Code civil en 36 projets votés entre 1803 et 1804, pour enfin être réunis dans un seul Code civil qui fut promulgué le 21 mars 1804 (30 ventôse an XII).
En 1807, le code est rebaptisé Code Napoléon.

### Émancipation du code belge
À la suite de la bataille de Waterloo et du Traité de Vienne, la Belgique est rattachée en 1815 aux Pays-Bas dans lesquels une commission présidée par Joan Melchior Kemper est déjà mise en place depuis 1814 pour remplacer le code français. Les Belges, restés plus francophiles que les Néerlandais, réclament de participer à l'élaboration d'un code qui ne s'éloignerait pas trop du code français. Une nouvelle commission composée à majorité de belges et présidée par Pierre Thomas Nicolaï est mise en place. Ses travaux se font en français. Afin d'éviter que le parlement ne dénature le projet de la commission lors des discussions et de l'adoption du texte, Nicolaï propose que le parlement décide a priori des grands principes du code, et qu'une fois le code rédigé, il ne puisse plus qu'adopter ou refuser le projet.
Le Burgerlijk Wetboek entre en vigueur le 1er octobre 1838 dans les Pays-Bas mais entre-temps, la révolution belge de 1830 a permis à la Belgique d'accéder à l'indépendance. Le jeune État maintient le code Napoléon tout en promettant la rédaction d'un code belge. Celui-ci ne débutera qu'en 2019.
En 1967, lorsque le code judiciaire, le premier code entièrement belge, est promulgué, les articles 4 et 5 du code civil sont passés dans le code judiciaire rédigé par Charles Van Reepinghen.
Le titre préliminaire (articles 1 à 6) a été supprimé à l'exception des articles 2 et 6.
Malgré l'évolution différente depuis 1815, le Code civil belge restait proche du Code français avec les mêmes titres et une numérotation presque identique.

### Le nouveau Code Civil
Le 4 juillet 2019, une séance plénière de la Chambre des Représentants adopte un projet de loi portant sur la création d'un nouveau Code Civil.
Le 1er novembre 2020, le Livre 8 "La Preuve" entre en vigueur

## Philosophie du Code
Le Code civil belge est le fruit de la philosophie des Lumières selon laquelle tous les citoyens peuvent lire et comprendre la loi et l'appliquer entre eux, en évitant autant que faire se peut le recours à la justice. Le Code est donc rédigé dans un langage qui se veut clair et accessible à tout un chacun. Les règles sont rationnelles et systématiques.
Le Code civil tranche radicalement avec les pratiques féodales dans le sens où il est égalitaire : chacun a les mêmes droits quelle que soit sa naissance. Ce principe est cependant remis en cause à partir de la seconde moitié du XIXe siècle où l'on affirme que les citoyens ne sont de facto pas sur un pied d'égalité et que le Code doit s'adapter afin de protéger le plus faible.

## Structure
Le Code civil comporte un titre préliminaire de deux articles et de trois livres inspirés des Institutes de Gaïus. Dans le livre 3, il y a beaucoup plus d’articles (deux fois plus que dans les 2 autres). Les régimes matrimoniaux et le régime des successions sont situés dans le livre 3 bien que la logique de les avoir mis dans ce livre n’est pas judicieuse. Le livre 3 sert de fourretout. Selon Planiol (voir slide). On voit que l’on est loin de l’objectif d’un code accessible à tous.

### Livre I: des personnes
- Art. 1 à 515

Le Livre premier concerne les Droits civils, l'état civil, mariage, divorce, filiation, adoption...

### Livre II: des biens et des différentes modifications de la propriété
- Art. 516 à 710

Différence entre mobilier et immobilier, propriété, copropriété, usufruit, servitudes, ...

### Livre III: des différentes manières dont on acquiert la propriété
Le Livre III est de loin le plus volumineux de tous, cela vient du fait que les dispositions plus difficilement classifiables y ont été intégrées. Selon Marcel Planiol, « L’entassement de toutes ces matières hétérogènes dans un livre unique est peu logique (…). L’ordre scientifique, qui convient à l’enseignement donné sous la forme du cours ou du livre, n’est point nécessaire ni même utile dans un code. L’enseignement est une initiation ; c’est pour cela qu’il a besoin d’une méthode particulière. Un code est fait pour des gens qui ont fini leurs études, pour des praticiens qui connaissent le droit. Il suffit que la répartition des matières soit claire et commode ».
- Art. 711 à 1100

Successions, dispositions testamentaires.
- Art. 1101 à 1581

Les contrats et les obligations conventionnelles en général, y compris la responsabilité quasi délictuelle, et aussi les régimes matrimoniaux.
- Art. 1582 à 2010

Les contrats usuels : vente, échange, louage, cheptel, société, prêt, dépôt, séquestre, rente viagère, mandat.
- Art. 2011 à 2281

D'autres contrats usuels comme cautionnement, transaction, nantissement ou gage, et ensuite les règles de la prescription.
- Le Code civil belge contient encore quatre titres séparés issus de lois particulières:
  - les baux
  - les baux à ferme
  - les baux commerciaux
  - privilèges et hypothèques